# Tecos FC
Der Tecos FC, vorher Club Deportivo Estudiantes Tecos, vor 2009 Tecos de la Universidad Autónoma de Guadalajara – auch als Tecos de la UAG oder UAG Tecos bekannt – ist ein mexikanischer Fußballverein aus Zapopan bei Guadalajara.
Der Verein steht in Verbindung mit der Universidad Autónoma de Guadalajara und spielt im Estadio Tres de Marzo, das nach dem Gründungsdatum der Universität (3. März 1935) benannt ist.
Der Spitzname Tecos, zu Deutsch „Eulen“, leitet sich von einem studentischen Geheimbund an der Universität ab. Dessen Mitglieder sollen besondere Privilegien auf dem Campus haben.

## Geschichte

Ehemaliges Logo

Fußball wurde in der 1935 von aristokratischen Kreisen gegründeten ultrakatholischen und politisch eindeutig nach rechts tendierenden Universidad Autónoma de Guadalajara bereits früh gespielt. Doch die eigentliche Zeitrechnung beginnt erst mit der Gründung des Profiteams im Jahre 1971, das seinen Siegeszug unvermittelt antrat. Die Tecos begannen ihren Antritt 1972/73 in der dritten Liga und schafften gleich im ersten Anlauf den Durchmarsch in die zweite Liga, dem zwei Jahre später der Aufstieg in die höchste Spielklasse folgte, der die Tecos seit dem Gewinn der Zweitligameisterschaft 1975 bis zu ihrem Abstieg 2012 ununterbrochen 37 Jahre lang angehörten. Torschütze des „goldenen Treffers“ zum 1:0-Sieg im entscheidenden dritten Aufstiegsspiel gegen den Club Deportivo Irapuato, mit dem der Einzug in die höchste Spielklasse gelang, war der beim Nachbarverein Chivas Guadalajara ausgebildete Salvador Barba.
Im Fußballoberhaus angekommen, gelang auf Anhieb die Qualifikation für die Play-offs, in denen man knapp (mit 0:0 und 0:1) gegen den Superlider und späteren Meister América scheiterte.
Fünf Jahre später, also in der Saison 1980/81, wurden die Tecos selbst zum ersten Mal Superlider, also punktbestes Team der ersten Liga Mexikos. Was in vielen anderen Ländern die Meisterschaft bedeutet hätte, gilt nicht für das (nicht nur) in dieser Hinsicht stark an den USA orientierte Land. Anschließend gab es zwei Vierergruppen, in denen die Finalteilnehmer ausgespielt wurden. Hatten die Tecos in der Hauptrunde noch exakt 50 % aller Spiele gewonnen (19 von 38), so versagten ihnen in dieser entscheidenden Phase die Nerven. In sechs Spielen gelang ihnen nur ein Sieg, so dass sie Gruppenletzter wurden.
Was dem Verein 1981 noch verwehrt blieb, sollten sie 13 Jahre später nachholen. Nachdem sie die Saison 1993/94 erneut als Superlider beendet hatten, setzten sie sich diesmal auch in den anschließenden Play-offs durch und gewannen zum ersten und bisher einzigen Mal die mexikanische Fußballmeisterschaft. In dieser Saison beeindruckte die Mannschaft in vielerlei Hinsicht. Sie verlor nur 4 von 38 Spielen und bekam nur 26 Gegentore. Dabei blieb ihr Torhüter Alan Cruz in sieben aufeinander folgenden Spielen bzw. 736 Minuten ohne Gegentor.
Der Meistertitel sorgte jedoch nicht für den erhofften zukünftigen Aufschwung. Seit der Saison 1995/96 belegten die Tecos in der Gesamtpunktewertung pro Spieljahr beinahe regelmäßig nur noch einen zweistelligen Tabellenplatz. Trauriger Höhepunkt ihrer sportlichen Talfahrt war dabei die Rückrunde (Clausura) der Saison 2002/03, als in 19 Spielen nur ein Sieg und vier Remis gelangen.
Zuletzt sei darauf hingewiesen, dass das Vereinsgelände der Tecos – ebenso wie ihr Stadion und sogar die von ihnen repräsentierte Universität selbst – sich nicht in Guadalajara befindet, sondern in dem rechtlich selbständigen Vorort Zapopan, der allerdings übergangslos mit Guadalajara verwachsen ist und nahezu die komplette Westseite der benachbarten Großstadt bildet. Auch in den Zeiten ihrer größeren Erfolge hatte die Mannschaft stets eine überschaubare Gefolgschaft und blieb deutlich im Schatten der beiden wesentlich populäreren Nachbarvereine Atlas und Chivas.
Nachdem der Verein das Aufstiegsfinale der Saison 2013/14 gegen den Stadtrivalen Leones Negros verloren hatte, löste die Grupo Pachuca, Eigentümerin des CF Pachuca und anderer Fußballclubs, die Profiabteilung des Clubs auf und transferierte seine Zweitligalizenz für die Saison 2014/15 an ein neu gegründetes Franchise namens Mineros de Zacatecas.
Die heutigen Tecos spielen (2023/24) in der drittklassigen Liga Premier.

## Die Meistermannschaft
Der Kader der Meistermannschaft der Saison 1993/94 bestand aus folgenden Spielern: Carlos Briones und Alan Cruz (im Tor) – Duilio Davino, Héctor Vicente Enríquez, Mauricio Gómez, Marcelo Costa López, Roberto Medina, Carlos Alberto Rizo, José Luis Salgado, Sabino Tinajero (in der Abwehr) – Mauricio Gallaga, Fernando Guijarro, Armando Íñíguez, Porfirio Jiménez, Jaime Ordiales, Juan Parra, Guillermo Vázquez (im Mittelfeld) – Felipe del Ángel Malibrán, Osmar Donizete, Jorge Gabrich, Armando Hernández, Claudio Morena, Eustacio Rizo, Edson Zwaricz, Martín Zúñiga (im Sturm). Trainer: Víctor Manuel Vucetich.

## Trainer
- 1971/72 Donaldo Ross
- um 1972 Guillermo Sepúlveda
- 1974–1975 Eduardo Villaseñor
- 1975–1976 Timoteo Grigoul
- 1976–1977 Diego Malta
- 1977–1978  Árpád Fekete
- 1978–1979, 1985–1988 Helmut Senekowitsch
- Sept. – Nov. 1979 Horacio Casarín
- Nov. 1979–1980, Dez. 1984 – Mai 1985 Luis Grill Prieto
- 1980–1981 Carlos Miloc
- 1981–1983 Héctor Núñez
- 1983–1984 Diego Mercado
- 1984 Javier de la Torre
- 1988–1989 Bora Milutinović
- 1989–1990 Juan Manuel Álvarez
- 1990–1991 Mario Óscar Maldonado
- 1991–1992 Jorge Castelli
- 1992–1993, April – Juni 2003 Alberto Guerra
- 1993–1995, 1997–1998 Víctor Manuel Vucetich
- 1995–1996 Jesús Bracamontes
- Feb. 1996 – Sept. 1996, Feb. – Dez. 2002, Apr. – Okt. 2010 Julio César Uribe
- Okt. 1996 – Juni 1997 Luis Fernando Tena
- Aug. 1998 – März 1999 Jorge Martínez
- März – Juni 1999, April – Sept. 2006 Carlos Reinoso
- Juli – Dez. 1999 Roberto Saporiti
- Jan. – Feb 2000 Rafael Puente
- März 2000 – Juni 2000 Óscar Quiroga
- Juli 2000 – Nov. 2001 Rubén Omar Romano
- Nov. 2001 – Jan. 2002 Omar Sandoval
- 2003–2004, 2005–2006, Sept. – Dez. 2010: Eduardo Acevedo
- Okt. 2004 – Juni 2005 Daniel Guzmán
- Sept. 2006 – Aug. 2007 Darío Franco
- Sept. 2007 – Jan. 2008 César Luis Menotti
- Jan. – März 2008 Jaime Ordiales
- März – Aug. 2008 José Luis Trejo
- Sept. 2008 – Aug. 2010 Miguel Herrera
- Jan. – Aug. 2011 José Luis Sánchez
- Sept. – Dez. 2011 Raúl Arias
- Jan. – Dez. 2012 Héctor Hugo Eugui
- Jan. – Sept. 2013 Manuel Vidrio
- Sept. 2013 – Juni 2014 Pako Ayestarán
- Aug. 2015 – Mai 2019 Rodrigo Ruiz
- Juni 2019 – Dez. 2020 Daniel Alcántar
- Dez. 2020 – Mai 2021 Isaac Moreno
- Juli 2021 – Juli 2022 Héctor Medrano
- Juli 2022 – heute Jorge Hernández[4]